# Portret van Pierre Cuypers
Portret van Pierre Cuypers is een tekening door Michel de Klerk in het Cuypershuis in Roermond.

## Voorstelling
Het stelt de architect Pierre Cuypers voor. Het werk is getekend door Michel de Klerk, die zelf ook architect was, ter gelegenheid van Cuypers' 90e verjaardag in mei 1917. Deze verjaardag werd uitgebreid gevierd door middel van artikelen, terugblikken op zijn leven en andere huldeblijken. Hoewel Cuypers werkte in een stijl die terugkeek naar het verleden, met name de neogotiek, waren de meeste Nederlandse architecten het in 1917 erover eens dat Cuypers een voorloper was van de moderne architectuur. Volgens Berlage was Cuypers' werk ‘van een zoodanig karakter, dat het in een tijd van kunstverval een vruchtbare vernieuwing aangaf. Daarom is hij geworden een der grooten, over wien nog daarenboven de lijn zal worden getrokken, die gaat naar een moderne architectuur’. Ook de expressionist Michel de Klerk, die een leerling was van Cuypers' neef Eduard Cuypers, werd door Cuypers beïnvloed.

## Toeschrijving en datering
De tekening draagt rechtsboven het opschrift ‘DR P.J.H. CUIJPERS, / OP ZIJN 90STE VERJAARDAG / ROERMOND / MEI 1917’ en rechtsonder het monogram van Michel de Klerk.

## Herkomst
Het werk is vermoedelijk afkomstig uit de nalatenschap van Cuypers, die zijn zoon, Joseph Cuypers, rond 1930 schonk aan de gemeente Roermond.